# Torquay
Pour les articles homonymes, voir Torquay (homonymie).
Torquay est une ville britannique, située en bordure de la Manche, dans le Sud de l'Angleterre, dans le comté de Devon.
Elle est administrativement rattachée, depuis le 1er avril 1998, à l'autorité unitaire de Torbay,
dont elle est le chef-lieu, subdivision qui comprend également, en descendant vers le sud, les villes côtières de Paignton, avec laquelle elle forme une seule agglomération, et Brixham, ainsi que quelques petites localités de moindre importance à l'intérieur des terres.
Torquay est un élément important de ce que l'on appelle souvent la « Riviera anglaise », par son climat jugé plus doux et plus « sain » que celui du reste de l'Angleterre, car réchauffée par les courants de l'Atlantique. Des plantes subtropicales ont pu s'y adapter, telles aloès, camélias, figuiers, fuchsias, lauriers, magnolias, myrtes.
Le climat doux, une végétation exotique, des paysages marins et de grandes plages de sable concourent à faire de Torquay une station balnéaire très animée.

## Histoire
Torquay trouve son origine dans l'abbaye de Torre (Torre Abbey), fondée en 1162 et qui subsista jusqu'en 1539, date à laquelle, comme dans tous les monastères catholiques d'Angleterre, les moines furent dépossédés sur l'ordre du roi Henri VIII qui venait de fonder l'anglicanisme.

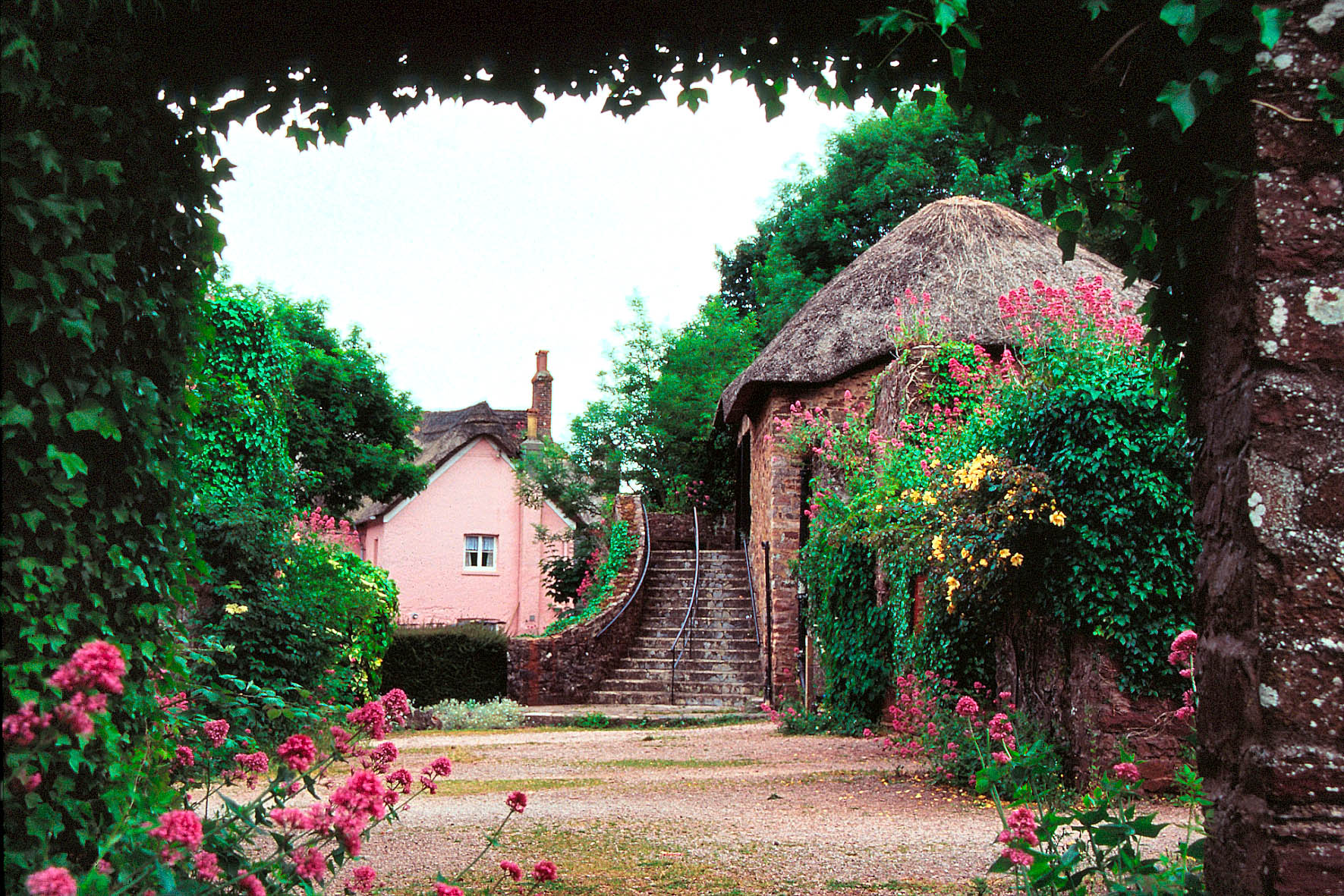
Cottage à Cockington, Torquay

Les bâtiments de l'abbaye passèrent entre diverses mains, jusqu'à leur rachat, en 1662, par Sir George Cary, dont la famille possédait déjà Cockington depuis le XIVe siècle. Ils restèrent propriété de la famille Cary jusqu'en 1929, date à laquelle ils furent rachetés par le Torquay Corporation, ancêtre du Torbay Council et sorte de « conseil municipal ».
Un port se développa progressivement en bord de mer, appelé Torre Quay, origine du nom actuel et, à partir de la fin du XVIIIe siècle, la physionomie actuelle de la ville commença à prendre tournure. En 1807, répondant aux désirs grandissants d'un lieu de villégiature « haut de gamme » situé en bord de mer, Sir Laurence Palk traça les grandes lignes de ce que devrait être la ville, s'inspirant notamment d'éléments architecturaux italiens pour les villas à faire construire.
En 1848 fut mise en service la première ligne de chemin de fer reliant Torquay aux autres réseaux ferrés anglais, drainant un nombre élevé d'estivants des classes sociales aisées, et pour lesquels on aménagea des plages séparées pour les dames et les messieurs, séparation qui subsista jusqu'en 1899. Lors de l'époque victorienne, les familles royales britannique, française et russe, y séjournaient.
La ville obtint un statut « municipal » en 1892, année à partir de laquelle s'intensifia son développement urbanistique.
Station balnéaire très en vogue au début du XXe siècle, il s'agit de nos jours d'une ville paisible.

## Lieux touristiques
- Le Yacht Club.
- La plage de Beacon Cove au pied de la falaise où s'échelonnent de très belles villas.
- La grotte de Kent (Kents Cavern), grotte gigantesque et le plus important site paléolithique de Grande-Bretagne. Des fouilles ont montré que cette grotte avait abrité des animaux préhistoriques et des hommes pendant de longues périodes, de l'ère paléolithique jusqu'à l'époque romaine (mise en scène par Agatha Christie dans L'Homme au complet marron[1]).
- L'Imperial Palace qui servit de décor aux romans d'Agatha Christie La Maison du péril, Un cadavre dans la bibliothèque et La Dernière Énigme. Construit en 1866, il fut fréquenté par Édouard VII et Napoléon III. Le hall et la salle de bal sont d’époque mais une coque de ciment a recouvert le bâtiment initial et la terrasse a été transformée en extension[1].
- Le Grand Hotel, où Agatha Christie passa sa lune de miel avec son premier mari, Archibald Christie, le 24 décembre 1914[1].
- Princess Gardens, où Agatha Christie aimait se promener et où des scènes d'A.B.C. contre Poirot se déroulent[1].
- Le Village modéliste de Babbacombe, ville en modèle réduit de plein air sur environ 1,6 ha, avec modélisme ferroviaire.

Aux alentours :
- Le port de Dartmouth, qui servit de décor à des téléfilms inspirés des romans d'Agatha Christie.
- Burgh Island, île encerclée par la mer lors des marées hautes, et qui inspira Agatha Christie pour ses romans Dix petits nègres et Les Vacances d'Hercule Poirot[1].
- Paignton, qui servit de décor à des téléfilms inspirés des romans d'Agatha Christie. Le train à vapeur (la ligne est fermée en 1963 avant d'être rouverte grâce à des bénévoles[1]) vers Kingswear apparaît dans les téléfilms d'Hercule Poirot.

## Anecdotes et célébrités
- Richard Francis Burton, explorateur et linguiste, naquit à Torquay en 1821.
- Robert Louis Stevenson vécut à Torquay de février à octobre 1865 pour suivre Maggie, sa mère, qui y était en cure.
- Percy Fawcett, explorateur et militaire, naquit à Torquay en 1867
- Agatha Christie, Agatha Clarissa Miller, la célèbre auteure de romans policiers, y naquit en 1890 et y grandit avec sa sœur et son frère ainés. Elle accompagna son père au Yacht Club, elle faillit mourir noyée à la plage de Beacon Cove, connaîtra son premier fiancé, le major Reggy Lucié et son futur mari, le lieutenant Archie Christie. Elle évoqua d'ailleurs sa ville natale et d'enfance dans deux de ses romans sous le nom de « St. Loo ».
- Le skipper australien Bill Northam (1905-1988), champion olympique en 1964, est né à Torquay.
- La ville est le décor de la série télévisée burlesque L'Hôtel en folie (Fawlty Towers) de l'ex-Monty Python John Cleese, qui en conçut l'idée lors d'un séjour dans un hôtel de la ville, dirigé par un propriétaire caractériel.
- Le directeur de la photographie Roger Deakins, connu pour ses nombreuses collaborations cinématographiques avec les Frères Coen, est né à Torquay en 1949.
- Lily Cole, est une jeune actrice et modèle, notamment connue pour son apparition dans L'Imaginarium du docteur Parnassus. Elle naquit à Torquay en 1988
- Bill Millin, le célèbre soldat écossais joueur de cornemuse lors du débarquement allié en Normandie, est décédé au Torbay Hospital de Torquay. le 18 aout 2010
- En avril 2011, le groupe anglais Metronomy sort son troisième album intitulé The English Riviera. Le titre "The Bay" évoque la fameuse baie anglaise.
- Eileen Nearne, résistante.
- Ethel Colburn Mayne, écrivaine irlandaise, est morte à Torquay en 1941.
- Napoléon Bonaparte y fit escale avant son embarquement pour Sainte-Hélène.